# Alone at Montreux
Alone at Montreux — концертный сольный альбом американского джазового пианиста Рэя Брайанта, записанный на джазовом фестивале в Монтрё в 1972 году и выпущенный на лейбле Atlantic.

## Об альбоме
| Оценки критиков | Оценки критиков |
| Источник        | Оценка          |
| --------------- | --------------- |
| Allmusic        | [ 1 ]           |

Это была первая для Брайанта поездка в Европу, и музыкант нервничал по поводу выступления перед многотысячной аудиторией, но выступление имело успех и было выпущено на LP лейблом Atlantic Records. Записан 23 июня 1972 года во время выступления на джазовом фестивале в Монтрё в зале «Casino De Montreux» в городе Монтрё, Швейцария. На нём Брайант играет сольно 11 композиций, включая собственные «Cubano Chant» и «Little Susie». Спродюсировал альбом Джоэл Дорн.
В своей рецензии музыкальный критик Скотт Яноу (из AllMusic) поставил альбому оценку 4 из 5, отметив: «В этом сольном выступлении Брайант играет стандарты свинга и блюза, проникновенные версии нескольких популярных мелодий того времени и даже немного буги-вуги».

## Список композиций
| №  | Название                      | Автор(ы)                           | Длительность |
| -- | ----------------------------- | ---------------------------------- | ------------ |
| 1. | «Gotta Travel On»             | Ларри Элрич, Пол Клэйтон, Том Сикс | 4:45         |
| 2. | «Blues #3/Willow Weep for Me» | Рэй Брайант/Энн Ронелл             | 6:40         |
| 3. | «Cubano Chant»                | Рэй Брайант                        | 4:35         |
| 4. | «Rockin' Chair»               | Хоги Кармайкл                      | 4:32         |
| 5. | «After Hours»                 | Эвери Пэрриш                       | 3:28         |

| №  | Название                        | Автор(ы)        | Длительность |
| -- | ------------------------------- | --------------- | ------------ |
| 1. | «Slow Freight»                  | Рэй Брайант     | 5:08         |
| 2. | «Greensleeves»                  | народная        | 2:00         |
| 3. | «Little Susie»                  | Рэй Брайант     | 2:30         |
| 4. | «Until It's Time for You to Go» | Баффи Сент-Мари | 3:23         |
| 5. | «Blues #2»                      | Рэй Брайант     | 3:30         |
| 6. | «Liebestraum Boogie»            | народная        | 3:30         |

## Участники записи
- Рэй Брайант — фортепиано
- Джоэл Дорн — продюсер
- Штефен Зульке — звукоинженер
- Джузеппе Дж. Пино — фотография
- Лоринг Ютеми — дизайн альбома